# Delissea parviflora
Delissea parviflora är en klockväxtart som beskrevs av Wilhelm B. Hillebrand. Delissea parviflora ingår i släktet Delissea, och familjen klockväxter. Inga underarter finns listade i Catalogue of Life.